# Syllepte atrisquamalis
Syllepte atrisquamalis là một loài bướm đêm trong họ Crambidae.